# Mieczysław Saar
Mieczysław Saar (ur. 24 sierpnia 1925 w Łodzi, zm. 17 października 2015 tamże) – polski artysta malarz.

## Życiorys artystyczny
W latach 1949–1954 studiował w Akademii Sztuk Pięknych w Krakowie w pracowniach:
- rysunku u Czesława Rzepińskiego, Wojciecha Weissa i Zbigniewa Pronaszki
- malarstwa sztalugowego u Zygmunta Radnickiego, Tadeusza Łakomskiego i Adama Marczyńskiego
- malarstwa ściennego pod kierunkiem Wacława Taranczewskiego

Dyplom uzyskał w 1955 roku. W tym samym roku został członkiem Związku Polskich Artystów Plastyków.
Po studiach wrócił do Łodzi, aby tu tworzyć i aktywnie uczestniczyć w życiu artystycznym łódzkiego środowiska plastycznego. Bierze udział w wystawach organizowanych przez Związek Polskich Artystów Plastyków, ofiarowuje swoje prace na aukcje na cele charytatywne, m.in. na rzecz Centrum Zdrowia Dziecka, Zamku Królewskiego w Warszawie, „Solidarności”, dzieci niepełnosprawnych, Szkoły Podstawowej nr 158 w Łodzi na Sikawie. Dla Technikum Elektronicznego w Łodzi wykonuje projekt i tablicę pamiątkową związaną z patronem.
Jego twórczość obejmuje malarstwo sztalugowe i monumentalne malarstwo ścienne. Tematyka malarstwa sztalugowego różnorodna: pejzaże, portrety, kwiaty, martwe natury, kompozycje wielopostaciowe o tematyce historycznej, batalistycznej, literackiej, obrazy o tematyce religijnej i metaforycznej. Jest też autorem licznych projektów i wykonań polichromii, oraz projektów wyposażenia wnętrz sakralnych. Jego monumentalne malarstwo sakralne spotkać można w kościołach diecezji: łódzkiej, płockiej, tarnowskiej, łowickiej, kaliskiej, gnieźnieńskiej i częstochowskiej.

## Twórczość

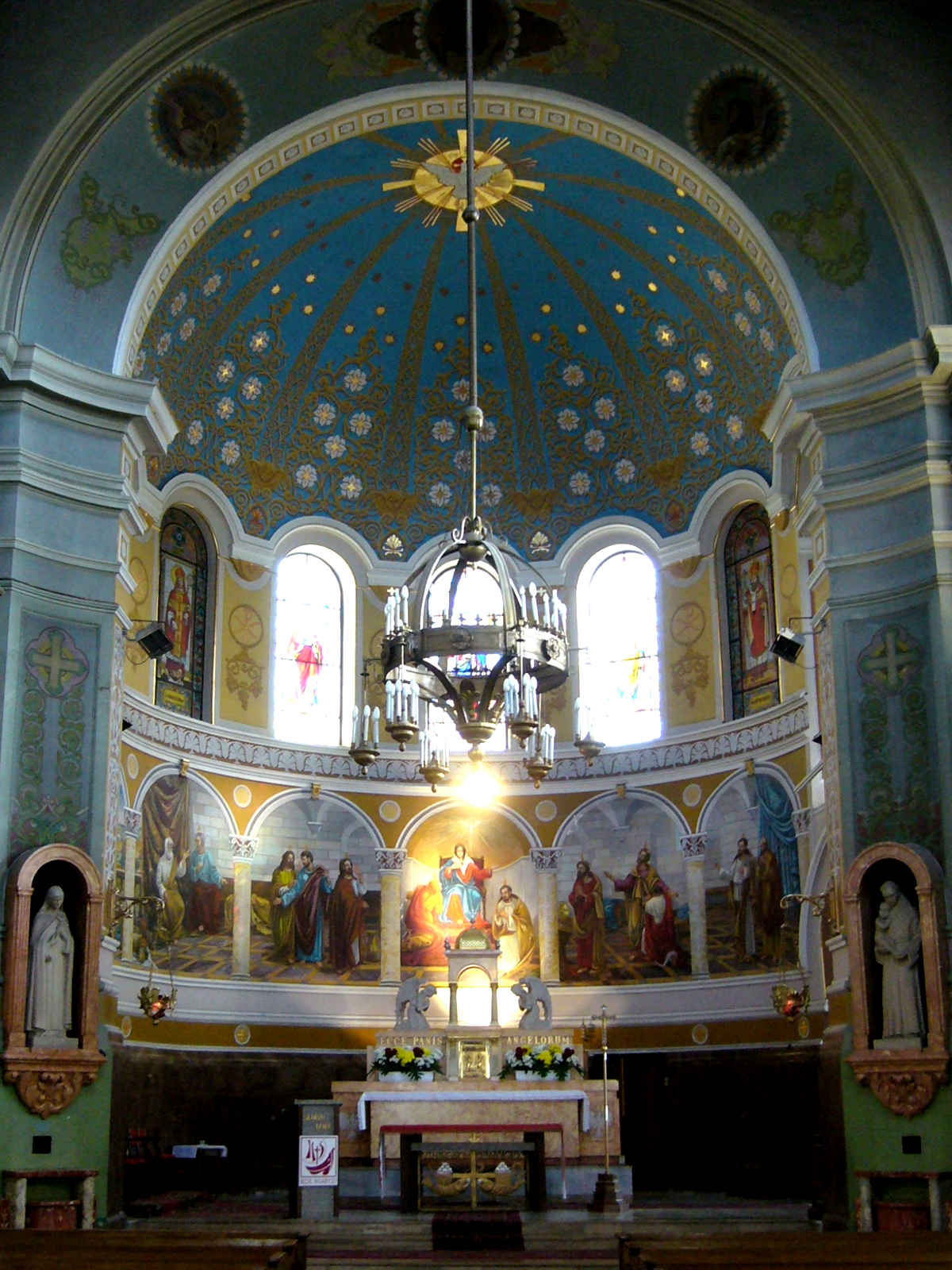
Polichromia wg projektu i wykonania Mieczysława Saara w kościele Zesłania Ducha Świętego w Łodzi ul. Piotrkowska 2/2a.

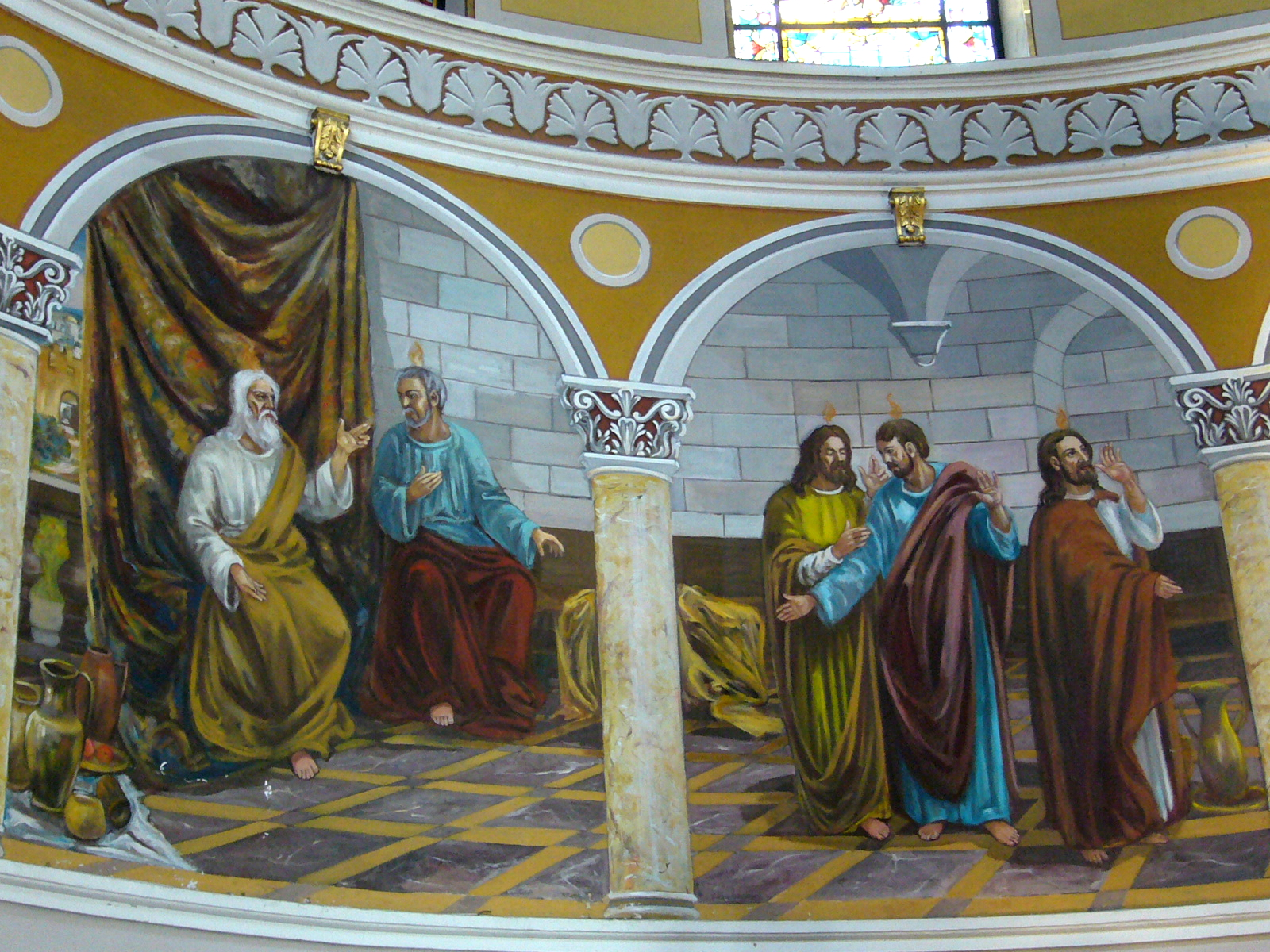
Fragment polichromii wg projektu i wykonania Mieczysława Saara w kościele Zesłania Ducha Świętego w Łodzi ul. Piotrkowska 2/2a.

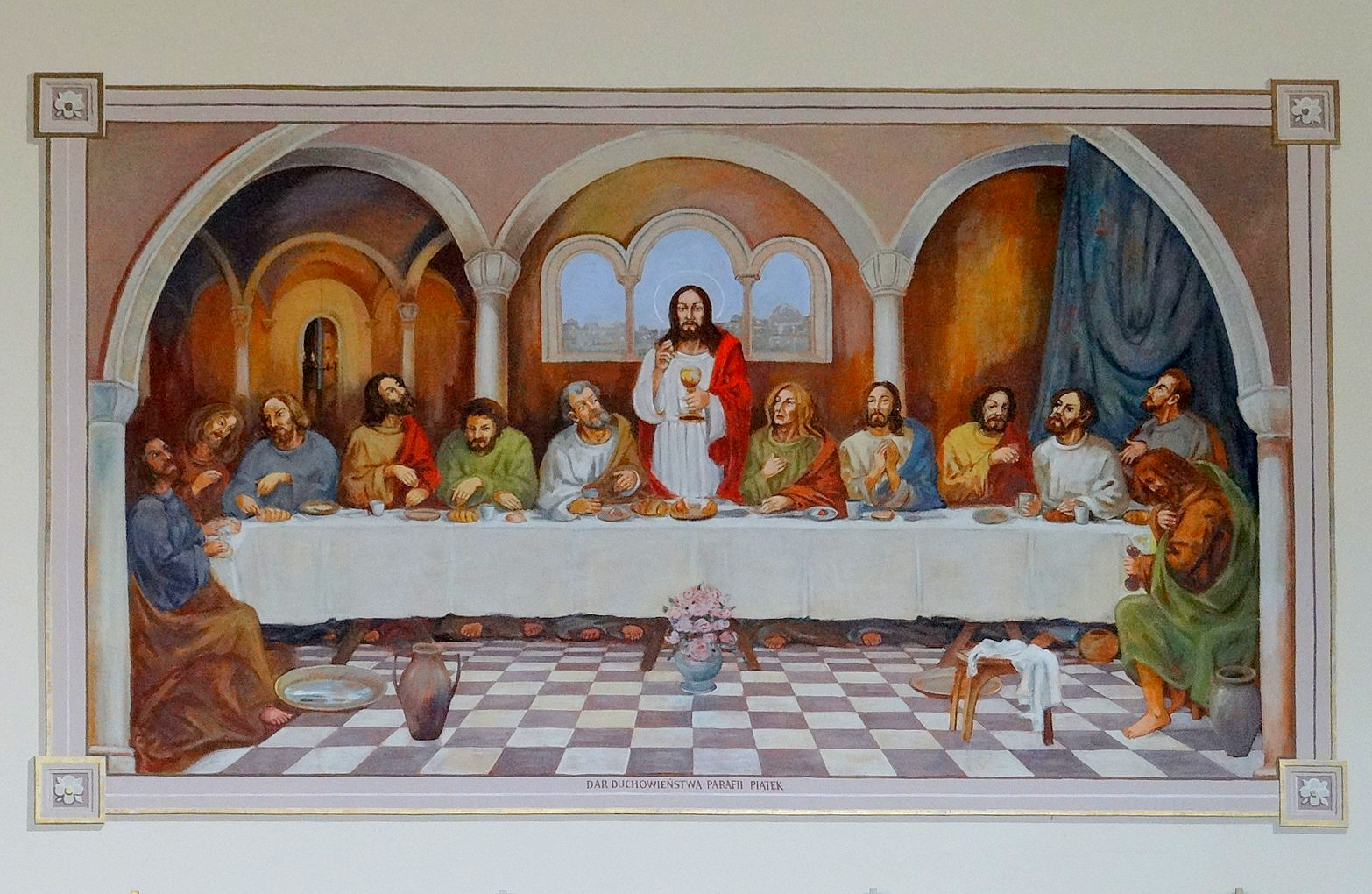
Ostatnia wieczerza (jedno z malowideł autorstwa Mieczysława Saara na ścianie nawy głównej kościoła Świętej Trójcy w Piątku).

Twórczość Mieczysława Saara jest niezwykle różnorodna i obejmuje wszystkie znane gatunki malarstwa, ale dominującym jest olejne malarstwo sztalugowe i temperowe malarstwo ścienne. Powstały też małoformatowe fantastyczne kompozycje wykonane tuszem, liczne projekty polichromii, wyposażenia wnętrz, sprzętów i dekoracji okolicznościowych.

### Malarstwo sztalugowe
Pejzaże świadczą o nieustannym zachwycie artysty naturą i jego wielkiej wrażliwości na jej zmienne piękno. Tematyka pejzaży niezwykle bogata: góry, morze, stawy i rzeki, lasy, miasta widziane z oddali, ich budowle, fragmenty zabudowy ulic. Są wśród nich widoki polskich miast i wsi oraz miejsc odwiedzanych w podróżach (m.in. Wenecja, Konstantynopol). Portrety przedstawiają różnorodne warianty kompozycyjne i różnorodne formy. Zwykle jednopostaciowe, ale zdarzają się też podwójne – małżeństw lub rodzeństwa. Kompozycje figuralne (przedstawiające figury, postacie) nawiązują do ulubionych utworów artysty, czego przykładem jest Chór żydowskich niewolników z opery Giuseppe Verdiego „Nabucco” oraz Ojciec zadżumionych według Juliusza Słowackiego. Nie brak też nawiązań do historii, głównie w scenach batalistycznych (tematy z historii Polski oraz kościoła pojawiają się także w malarstwie ściennym o tematyce sakralnej). Martwe natury ukazują głównie kompozycje kwiatowe, przeważnie w wazonach, a także kompozycje różnych przedmiotów. Nieobca jest Mieczysławowi Saarowi tematyka animalistyczna (dotycząca zwierząt, przedstawiająca zwierzęta). Malował żubry w lesie, bociani sejm o świcie, wielokrotnie konie i swoje ukochane psy. Powstała też seria obrazów przedstawiających zabytkowe wnętrza gdańskie i dworki polskie.

### Monumentalne malarstwo ścienne
Malarstwo ścienne to malarstwo o tematyce sakralnej, tworzone na ścianach naw, prezbiteriów, kaplic, chórów, na ścianach tęczowych, na sufitach i sklepieniach, na podniebieniach łuków i w czaszach kopuł oraz na ich bębnach, w hemisferach (półkolach) absyd. Powstawały pojedyncze postacie świętych, symbole ewangelistów, emblematy narodowe oraz projekty i realizacje motywów ornamentalnych. Wśród malowideł ściennych są osiągające wielkość 60-70 m² przedstawiające nawet do 90 postaci (np. w kościele Dobrego Pasterza w Łodzi).

### Technika malarska
Obrazy sztalugowe głównie na płótnie. Dominuje w nich technika olejna, rzadko podmalowywanie temperą. Laserunki używane sporadycznie, czasem barwne grunty. Artysta kilkakrotnie posługiwał się techniką kolażu. W dużych kompozycjach metaforycznych z lat 70. wieku XX, wykorzystany został efekt płynącej olejnej farby oraz malowania na mokrym podłożu. Kilka prac powstało przy użyciu szpachli.
Malowidła ścienne w większości w technice temperowej, czasem z dodatkiem farb akrylowych. W nielicznych przypadkach zastosowana została technika fresku prawdziwego.

### Okresy i tendencje w twórczości
okresy w malarstwie sztalugowym:
- okres poszukiwań, w czasie studiów i bezpośrednio po ich ukończeniu, widoczne wpływy Matejki i Rembrandta, malarstwo czarnego konturu, poszukiwania zmierzające w kierunku surrealizmu, fantastyki
- okres szarooliwkowych pejzaży o stonowanych chłodnych zieleniach, lata 60. wieku XX i później, poszukiwanie harmonii barwnej
- okres impresjonizujący, koniec lat 60. wieku XX do połowy lat 70. wieku XX
- okres metafory i eksperymentów formalnych, lata 70. wieku XX
- okres poszukiwania czystej barwy, od końca lat 70. wieku XX
- okres doskonalenia warsztatu malarskiego, lata 80. wieku XX do połowy lat 90. wieku XX, artystyczne środki malarskie podporządkowane wyrażaniu zachwytu nad pięknem przyrody
- okres kształtów realnych oraz powrót do kompozycji metaforycznych
- okres „biały”, rok 2003, dominacja w pejzażach gamy barw ciepłych, rozbielonych

okresy w malarstwie ściennym:
- kubizujący
- płaskiej plamy o wyraźnym szarym konturze
- swobodny

### Tytuły wybranych obrazów
- Baza księżycowa (1954)
- Miasto przyszłości (1968)
- Pękły święte kanony (1972)
- Ikar współczesny (1973)
- Powszechność życia w kosmosie (1978)
- Pietà Gdańska (1981)
- Źródło życia (1983)
- Staw we Dworze na Stokach (1990)
- Pejzaż górski z turkusowym stawem (1991)
- Dolina Prudnika (1991)
- Morskie Oko (1995)
- Katyń (1999)
- Schody (2000)

### Niektóre cykle obrazów
- Marzenie o wiośnie
- Nasze życie
- Moja sztuka
- Jestem częścią kosmosu
- Nie jesteśmy sami
- Obawa i przestroga

### Niektóre realizacje sztuki sakralnej
Obrazy sztalugowe o tematyce sakralnej:
- Maksymilian Kolbe (dla miejscowości Buczek obraz w ołtarzu, w Łodzi dla kościoła Dobrego Pasterza, w Pabianicach dla kościoła Najświętszej Maryi Panny Różańcowej i dla kościoła św. Floriana Męczennika),
- Św. Florian (Drużbice),
- Matka Boska Nieustającej Pomocy (Dmosin),
- Jezu ufam Tobie (Grocholice, Jeżewo, w Koluszkach dla kościoła św. Katarzyny Aleksandryjskiej, Łask, w Łodzi dla kościoła Dobrego Pasterza i dla kościoła Wniebowzięcia Najświętszej Maryi Panny, w Pabianicach dla kościoła św. Floriana Męczennika),
- Święta Rodzina oraz św.św. Piotr i Paweł (Kurowo),
- Matka Boża Częstochowska (w Łodzi dla kościoła Matki Bożej Jasnogórskiej na Widzewie-Wschodzie i dla kościoła Najświętszej Maryi Panny Królowej Polski na Radoszczu, w Pabianicach dla kościoła Najświętszej Maryi Panny Różańcowej),
- Matka Boża Fatimska (Pabianice, dla kościoła św. Floriana Męczennika),
- Ojciec Pio (Pabianice, dla kościoła św. Floriana Męczennika),
- Św. Barbara (Stare Skoszewy, obraz w ołtarzu głównym),
- Św. Bartłomiej (Topola Królewska, obraz w ołtarzu głównym),
- Św. Józef (Pabianice, dla kościoła św. Floriana Męczennika),
- Św. Tadeusz (Pabianice, dla kościoła Najświętszej Maryi Panny Różańcowej),
- Portrety Jana Pawła II,
- Portrety ks. Jerzego Popiełuszki.

Mieczysław Saar wykonał także wiele portretów księży.
Niektóre realizacje w dziedzinie sakralnego malarstwa ściennego, projekty polichromii, restauracje, złocenia:
- Kościół Zesłania Ducha Świętego w Łodzi ul. Piotrkowska 2/2a: polichromia w prezbiterium,
- Kościół Narodzenia Najświętszej Maryi Panny w Konstantynowie Łódzkim: w prezbiterium, w półkopule, malowidło autorstwa Mieczysława Saara. Oraz okładzina marmurowa wg projektu artysty,
- Kościół Dobrego Pasterza w Łodzi ul. Pasterska 12/14: Polichromia na ścianie tęczowej.

- Siedlec, kościół św. Marcina Biskupa (1956 i 1976)

w roku 1956:
- polichromia;
- cztery obrazy w nawach bocznych: Wniebowstąpienie, Wniebowzięcie Matki Boskiej, Ukrzyżowanie, Boże Narodzenie;
- w prezbiterium 2 postacie: Św. Piotr i Św. Paweł;
- ornamenty w łukach,
w roku 1976:
- odnowienie: własnych malowideł w nawach i w prezbiterium oraz ornamentów w łukach,
- Odolanów, kościół św. Barbary (1957)

- restauracja polichromii,
- Wolbórz, kościół św. Mikołaja (1957-1958)

- obrazy w prezbiterium: 4 postacie czterech ewangelistów;
- obrazy w nawie bocznej: Chrystus wśród dzieci (z portretami parafian), Zaślubiny Marii;
- w nawie głównej w polach pod pierwotnymi gotyckimi łukami ostrymi: Ofiarowanie Chrystusa, Św. Jacek, Tajemnice Różańca Świętego, Kult w Ośrodku Maryjnym w Lourdes;
- na ścianie tęczowej: Adoracja Aniołów (zamalowane, prawdopodobnie istnieją pod obecnym wystrojem malarskim),
- Mierzyn, kościół św. Mikołaja (1959-1960)

- w nawie: na ścianie tęczowej Adoracja Najświętszego Sakramentu przez anioły, na pozostałych ścianach polscy święci;
- w prezbiterium na ścianach: 6 postaci świętych;
- inskrypcje i ornamenty;
(polichromia obecnie nie istnieje, zniszczona przez wykonanie odkrywek w trakcie poszukiwania wcześniejszych malowideł),
- Witów, kościół św. Małgorzaty i św. Augustyna (1960)

- restauracja polichromii kaplicy Pana Jezusa, w tym strop namalowany od nowa (z powodu odpadania tynków nie udało się uratować dawnego malowidła),
- Łódź, kościół św. Wojciecha (1961)

- malowidła w lewej części kościoła: symbole ewangelistów, postacie świętych, na ścianie obraz Chrzest Polski (z portretami osób mieszkających w parafii, m.in. ówczesnego proboszcza, wikarego, organisty),
- Łódź, kościół Matki Boskiej Różańcowej i św. Stanisława Biskupa i Męczennika (1963)

- w nawie: 18 postaci świętych polskich (obecnie zamalowane, malowidła najprawdopodobniej istnieją pod położoną na nie gładką warstwą farby);
- na fasadzie kościoła: rzeźba Matki Boskiej Różańcowej (odlew gipsowy),
- Łódź, kościół Zesłania Ducha Świętego (1964 i 1994-1995)

w roku 1964:
- obrazy w kaplicy Serca Jezusowego: na ścianie Św. Małgorzata Maria Alacoque, na suficie Niewierny Tomasz;
- w kaplicy Matki Bożej Ostrobramskiej: na suficie Koronacja Najświętszej Maryi Panny, ponadto złocenia i renowacja ołtarza oraz obrazu Matki Bożej Ostrobramskiej,
w latach 1994-1995:
- w prezbiterium: na ścianie malowidło Zesłanie Ducha Świętego (częściowo uwzględniono wcześniejszą kompozycję), ornamenty na stropie, odkrycie i przywrócenie pierwotnej polichromii w kopule, ornamenty na łukach, girlandy pod gzymsem, domalowanie witraży w trzech ślepych oknach (na wzór witraży istniejących w prezbiterium),
- Moszczenica, kościół Podwyższenia Świętego Krzyża (1965)

- w nawie na stropie: malowidło Podniesienie Krzyża Świętego;
- na ścianach: postacie świętych;
- w prezbiterium: na stropie w owalu Trójca Święta;
- w kaplicy: powtórzenie istniejących wcześniej ornamentów;
- złocenie ołtarza głównego;
(polichromia nie istnieje, zniszczona w związku z przebudową kościoła),
- Łódź, kościół Najświętszego Serca Jezusowego (1973-1974)

- projekt i wykonanie gładkiej polichromii barwnej,
- Skierniewice, kościół Wniebowzięcia Najświętszej Maryi Panny (1974)

- polichromia prezbiterium: na ścianach obrazy Wniebowzięcie NMP i Ostatnia Wieczerza;
- iluzjonistyczna polichromia kopuły (imitująca sztukateryjne kasetony z rozetami);
- analogiczna iluzjonistyczna polichromia w nawach bocznych;
- 4 postacie ewangelistów na pendentywach pod kopułą;
- na podłuczu łuku tęczowego ornament z bojowymi odznaczeniami wojskowymi oraz historycznymi wersjami godeł Polski,
- Pabianice, kościół Najświętszej Maryi Panny Różańcowej (1974-1975 i 1978)

w latach 1974-1975:
- w nawie i transepcie w niszach pod oknami: 20 postaci świętych;
- w prezbiterium: 4 postacie ewangelistów;
w roku 1978:
- projekt wielkich drzwi centralnych z symbolami starochrześcijańskimi oraz drzwi bocznych z kasetonami i rozetami (troje drzwi wg tych projektów wykonano w drewnie w Miejscu Piastowym k. Krosna, a w miedzi w Tarnowie),
- Łódź, bazylika archikatedralna św. Stanisława Kostki (1975)

- gładka polichromia w prezbiterium,
- Topola Królewska, kościół św. Bartłomieja Apostoła (1977)

- nadzór nad przywróceniem wnętrzu kościoła, charakteru budowli drewnianej;
- w ołtarzu głównym obraz przedstawiający św. Bartłomieja,
- Wola Kamocka, kościół Najświętszej Maryi Panny Królowej Polski i Świętego Jana Vianney (1978)

- w prezbiterium: 4 postacie świętych;
- na ścianie tęczowej: Składanie pokłonu Matce Bożej tronującej przez świętych polskich;
- w nawie na stropie: iluzjonistyczne kasetony, plafon Koronacja NMP;
- w nawie na ścianie wschodniej po lewej stronie, we wnęce: Chrzest Chrystusa;
- na chórze: Św. Cecylia i Król Dawid,
- Sadkowice, kościół Świętych Dziesięciu Tysięcy Rycerzy Męczenników (1978)

- w nawie głównej nad łukami do naw bocznych: 8 postaci świętych polskich i błogosławionych;
- w prezbiterium: Papież Jan Paweł II,
- Dmosin, kościół św. Andrzeja Apostoła i św. Małgorzaty (1979-1980)

- w prezbiterium na stropie: nowa organizacja podziału stropu, obraz Wniebowzięcie Matki Boskiej (zachowany został dawny temat i częściowo układ kompozycyjny), medaliony w narożnikach przedstawiające personifikacje cnót teologalnych: Wiary, Nadziei, Miłości;
- na ścianie tęczowej: Św. Franciszek i Św. Teresa;
- w nawie głównej na stropie: nowa organizacja podziału stropu, wydzielony poprzez ornament plafon przedstawiający Męczeństwo św. Andrzeja (zachowany został dawny temat i częściowo układ kompozycyjny), w medalionach postacie czterech ewangelistów, ornamenty obok ramy okalającej św. Andrzeja;
- złocenie ołtarza,
- Buczek, kościół św. Jana Chrzciciela (1980-1981 i 2002)

w latach 1980-1981:
- projekt stropu kasetonowego w nawie, na stropie plafon Chrzest Chrystusa w Jordanie;
- nad łukami do 2 kaplic bocznych: polscy święci;
- pod stropem: fryz z ornamentu roślinnego;
- w kaplicy św. Anny w kopule: Litania aniołów (8 postaci z szarfami z fragmentami modlitwy);
- złocenie ołtarzy,
w roku 2002:
- odnowienie własnej polichromii,
- Jeżewo, kościół św. Bartłomieja Apostoła (1982)

- w nawie na ścianie: Zesłanie Ducha Świętego, Chrystus wśród mędrców, Zwiastowanie, Boże Narodzenie;
- w prezbiterium: Papież Jan Paweł II i Maksymilian Kolbe;
- w ołtarzu głównym obraz sztalugowy Chrystus Miłosierny,
- Witonia, kościół św. Katarzyny (1982-1983)

- nowa polichromia;
- w nawie: na stropie plafon Ukrzyżowanie oraz postacie świętych i ornamenty, na ścianie Chrystus wśród dzieci i Zmartwychwstanie;
- w prezbiterium na ścianach: Chrystus uciszający burzę na morzu, Kazanie Chrystusa na górze Synaj (na dole po lewej stronie autoportret artysty), dwie postacie świętych;
- nad łukiem tęczowym: Ostatnia Wieczerza, rozety ornamentalne;
- złocenie 3 ołtarzy,
- Konstantynów Łódzki, kościół Narodzenia Najświętszej Maryi Panny (1983)

- w prezbiterium: wielki obraz w półkopule Matka Boża wśród świętych polskich i kościoła powszechnego, a wśród świętych m.in. św. Jacek, św. Jadwiga Śląska, św. Krzysztof, Urszula Ledóchowska, w dole obrazu pejzaż z kościołem w Konstantynowie (malowidło przedstawia ponad 60 postaci i ma powierzchnię ok. 60 m²);
- projekt okładziny marmurowej w prezbiterium,
- Drużbice, kościół św. Rocha (1984)

- 4 postacie świętych polskich,
- Szczerców, kościół Narodzenia Najświętszej Maryi Panny (1984)

- 4 postacie świętych polskich,
- Dłutów, Kościół Najświętszego Serca Pana Jezusa i Trzech Króli (1985)

- na ścianach nawy: postacie świętych polskich;
- na ścianach prezbiterium: postacie świętych,
- Łódź, kościół Dobrego Pasterza (1985)

Na ścianie tęczowej wielofiguralna kompozycja o powierzchni ok. 70 m², złożona z 90 postaci:
- scena znajdująca się na osi u góry: Chrystus rozmawiający z faryzeuszami i uzdrawiający niewidomego,
- poniżej: Męczeńska śmierć św. Wojciecha patrona Polski,
- nad łukiem tęczowym postacie polskich świętych: Stanisława, Kazimierza, Andrzeja Boboli, Jadwigi, Maksymiliana Kolbe, Jacka, Stanisława Kostki, Jana Kantego, Alberta Chmielowskiego, Kingi oraz błogosławionych: m.in. Wincentego Kadłubka, Jolanty,
- po lewej: Święta Helena i odnalezienie Krzyża Świętego, Edykt mediolański z 313 roku, Chrzest Polski w 966 roku, Papież Jan Paweł II w Warszawie podczas pielgrzymki do Ojczyzny w roku 1979,
- po prawej: postacie twórców zgromadzeń zakonnych: św. Wincenty, św. Benedykt, św. Paweł Pustelnik, św. Ignacy Loyola, św. Franciszek, św. Dominik, oraz papieży: św. Grzegorza i św. Leona,
- poniżej: Chrzest Litwy w roku 1387, Poświęcenie przez papieża Piusa XII dwu kopii obrazu jasnogórskiego w 1952 roku w obecności prymasa Stefana Wyszyńskiego i zakonników,
- w scenie dolnej: Wprowadzenie kopii Obrazu Matki Bożej Jasnogórskiej do kościoła Dobrego Pasterza w Łodzi w roku 1975 (wśród przedstawionych postaci m.in. autoportret artysty i członków jego rodziny);
Projekty dwu ołtarzy bocznych oraz schodów wejściowych,
- Łask, kolegiata Niepokalanego Poczęcia Najświętszej Maryi Panny i św. Michała Archanioła (1985-1986)

- na ścianach prezbiterium obrazy: Boże Narodzenie, Najświętsza Maria Panna Niepokalanie Poczęta, Ostatnia Wieczerza, Kazanie na Górze Synaj (na dole po lewej autoportret artysty);
- w kaplicy św. Katarzyny: odnowienie malowideł na stropie;
- na ścianie za organami malowidło przedstawiające św. Cecylię;
- złocenia ołtarzy,
- Łódź, Stary Cmentarz katolicki przy ul. Ogrodowej (1985-1986)

- renowacja kaplicy grobowej Heinzlów;
- w niszy na ścianie ołtarzowej: Chrystus na krzyżu,
- Tarnów, kościół Świętej Rodziny (1985-1988)

- w kopule obraz: Chór anielski;
- odnowienie i uzupełnienie obrazów w nawach bocznych i w transepcie;
- w prezbiterium obrazy: Matka Boża z Dzieciątkiem (u jej stóp św. Wincenty a Paulo, św. Ludwika, bł. Bojanowski) i Błogosławiona Kuzkówna;
- w transepcie: Anioł Stróż, Zwiastowanie, Michał Archanioł strącający szatana do piekieł oraz Scena starotestamentowa (z zachowaniem dawnej kompozycji), nowe złocenie w obrazach;
- w kaplicy chrzcielnej: Rodzice Matki Boskiej - Joachim i Anna, Grota Matki Bożej w Lourdes;
- ornamenty z różnymi symbolami i odnowienie starych ornamentów;
- złocenie ołtarzy: głównego i w kaplicy;
- 7 olejnych obrazów sztalugowych,
- Borszewice, kościół św. Stanisława Biskupa i św. Mikołaja Biskupa (1986)

- polichromia całego kościoła;
- 4 postacie świętych polskich;
- złocenie ołtarzy,
- Tuszyn, kościół św. Witalisa Męczennika (1987)

- w prezbiterium: 2 postacie świętych, oraz Ojciec Święty Jan Paweł II, błogosławieni,
- Czarnocin, kościół Wniebowzięcia Najświętszej Maryi Panny (1988)

- w nawie: na stropie obraz Wniebowzięcie NMP, na ścianach postacie czterech ewangelistów, na chórze Św. Cecylia;
- w prezbiterium na stropie: Ostatnia Wieczerza,
- Dalików, kościół św. Mateusza Ewangelisty (1989)

- w prezbiterium: 2 obrazy o tematyce chrystologicznej, m.in. Chrystus wśród dzieci;
- złocenia ołtarza głównego,
- Strzegocin, kościół św. Bartłomieja Apostoła i św. Wojciecha Biskupa i Męczennika (1990)

- na ścianie tęczowej: Ukrzyżowanie;
- w prezbiterium: czterech ewangelistów z ich symbolami, na stropie ornamenty;
- w nawie: 4 postacie świętych, ornamenty w podłuczach arkad międzynawowych,
- Lutomiersk, kościół Matki Bożej Szkaplerznej (1991)

- w nawie głównej na stropie plafon wydzielony ornamentami, z obrazami: Pokłon Trzech Króli oraz Boże Narodzenie (malowidła nawiązujące do pierwotnych, źle zachowanych pod warstwą wtórną);
- w prezbiterium na stropie: Wniebowzięcie Najświętszej Maryi Panny (plafon otoczony ornamentami),
- Głowno, kościół św. Jakuba Apostoła (1991-1993)

- na bębnie pod kopułą: malowany fryz Jezus Chrystus tronujący na tle płonącej Warszawy, postacie świętych polskich oraz bpa Józefa Zawitkowskiego, kardynała Stefana Wyszyńskiego, bpa Alojzego Orszulika, Ojca Świętego Jana Pawła II;
- w kopule: żebrowy podział czaszy, między żebrami 16 postaci proroków Starego Testamentu i 16 aniołów, ornamenty;
- na ścianie tęczowej: Zdjęcie z Krzyża i Zmartwychwstanie, w podłuczu łuku tęczowego ornament z rozet;
- w transepcie: strop kasetonowy z rozetami, na ścianach obok okien 4 postacie świętych;
- w prezbiterium: nad ołtarzem głównym Trójca Święta, na stropie w półkopule: podział żebrowy, między żebrami postacie 4 ewangelistów, ornamenty, na ścianach: brat Albert Chmielowski i bł. Rafał Chyliński z Łagiewnik;
- złocenia wszystkich ołtarzy,
- Konstantynów Łódzki, kościół św. Józefa Robotnika (1994)

- 4 postacie ewangelistów z symbolami,
- Piątek, kościół Świętej Trójcy (1994 i 1997)

w roku 1994:
- prezbiterium: strop kasetonowy z rozetami i ornamentami, centralnie na stropie: Chrystus dzielący chleb i ryby;
- na ścianach: Ojciec Święty Jan Paweł II w otoczeniu dzieci na tle Bazyliki św. Piotra w Rzymie i kościołów odwiedzonych w czasie pielgrzymek, Zmartwychwstanie Chrystusa, Zesłanie Ducha Świętego;
- na ścianach nawy głównej: Zwiastowanie, Boże Narodzenie, Chrzest Chrystusa w Jordanie, Ostatnia Wieczerza, Ukrzyżowanie, Matka Boża z Dzieciątkiem w otoczeniu postaci m.in. kardynała Stefana Wyszyńskiego, bpa Alojzego Orszulika, bpa Józefa Zawitkowskiego, ks. Jerzego Popiełuszki, bł. Bronisławy, a w głębi obrazu kolegiata łowicka, kościół w Piątku i kościół w pobliskich Ciechosławicach;
- w nawie głównej: na stropie: Koronacja Najświętszej Marii Panny, Wniebowstąpienie Jezusa Chrystusa;
- w kaplicy bocznej: Jezu ufam Tobie oraz polscy święci i błogosławieni: św. Jacek, św. Faustyna, królowa Jadwiga, św. Jadwiga Śląska, św. Kazimierz, bł. Kózkówna, św. Izydor, Brat Albert Chmielowski;
- na chórze: św. Cecylia i król Dawid;
- złocenie i renowacja ołtarza głównego oraz kaplicy;
w roku 1997:
- na ścianie tęczowej od strony prezbiterium: Śluby Jana Kazimierza,
- Dąbrowa-Pawlikowice, kościół Świętego Józefa Oblubieńca Najświętszej Maryi Panny i Narodzenia NMP (1994)

- na stropie: postacie świętych polskich;
- na ścianie tęczowej: Święta Rodzina, Ukrzyżowanie;
- w ołtarzach bocznych: obrazy Chrzest Chrytusa, Św. Andrzej,
- Bydgoszcz, Bazylika Mniejsza św. Wincentego a Paulo (1995)

- w kruchcie: polichromia i złocenia;
- na ścianie nad wielkimi drzwiami Chrystus tronujący (mozaika);
- napisy;
- projekt posadzki;
- wykonanie (wraz z synem Mieczysławem) rzeźby Misjonarski Medalik,
- Domaniewice, kaplica Jakuba i Wojciecha Celestów (1999-2000 i 2001)

w latach 1999-2000:
- polichromia ścian kaplicy;
- w żagielkach pod kopułą insygnia papieskie, kardynalskie, biskupie, proboszczowskie;
- złocenia,
w roku 2001:
- restauracja zniszczonego w trakcie kradzieży obrazu, przedstawiającego Świętą Rodzinę;
- obraz Matki Boskiej (tondo) na frontonie kaplicy, nad głównym wejściem.

## Nagrody
11 stycznia 1994 roku Mieczysław Saar nagrodzony został przez papieża Jana Pawła II Medalem Benemerenti za zasługi dla Kościoła katolickiego w dziedzinie sztuki sakralnej.

## Ciekawostki
O twórczości Mieczysława Saara powstał film, z cyklu „Mój świat”, w reżyserii Jadwigi Wileńskiej. Stanowi on relację i refleksję na temat twórczości artysty. Prezentuje jego wypowiedzi dotyczące sztuki i drogi życiowej. Ukazuje charakter człowieka i jego dorobek. Film powstał za życia artysty i z jego udziałem.
W roku 2004, obchody pięćdziesiątej rocznicy pracy twórczej Mieczysława Saara, uświetniły dwie duże wystawy. Pierwsza miała miejsce w Galerii Sztuki "Wozownia" w Toruniu (30 stycznia-15 lutego), a druga w Muzeum Historii Miasta Łodzi przy ul. Ogrodowej (01-18 kwietnia).

## Pochówek
Mieczysław Saar pochowany został 23 października 2015 roku na cmentarzu w Mileszkach.

## Galeria
Po obejrzeniu polichromii w kościele Zesłania Ducha Świętego w Łodzi, prof. dr hab. Mariusz Karpowicz, stwierdził:

To ciepły, jasny, słoneczny świat śródziemnomorski, powiew wielkiej sztuki włoskiego renesansu. I to nie dlatego, że ślicznie wyrysowane arkady, kolumny, kapitele, przypominają architekturę Florencji z najlepszego okresu (Ospedale degli Innocenti, ale także dziedziniec Laurany w Urbino czy Cancelleria w Rzymie!). Ale przede wszystkim dlatego, że całość jest taka słoneczna, pełna umiaru, harmonijna, podnosząca na duchu. A przy tym z przyjemnością i zaskoczeniem cieszyłem się umiejętnością artysty. Jakże świetnie, z przenikliwym znawstwem, wykreślona jest perspektywa, jakże znakomicie została skonstruowana przestrzeń, jakże piękny jest, po lewej stronie widoczny, pejzaż Ziemi Świętej. I ta stara, zapomniana już, umiejętność złudy materiału - krągłość kolumn, marmur posadzki, lśnienia na wypolerowanej powierzchni. Zwłaszcza posadzka - z refleksami światła, cieniami, i szklistą, gładką powierzchnią, przy idealnym wykreśleniu zbiegów perspektywicznych. Że też jeszcze ktoś to wszystko umie w naszym XX wieku, który odwrócił się od wspaniałej, wielkiej tradycji! A także piękna umiejętność budowy pędzlem draperii - to co Maratta stawiał najwyżej, jako umiejętność zależną wyłącznie od talentu i wyobraźni. Jako tło dla Starca pierwszego z lewej Mieczysław Saar zawiesił ciężką, złotolitą, zapewne turecką tkaninę, świetnie oddając jej fałdy, lśnienie światła na złotym wzorze, grę cienia. W pofałdowane draperie ubiera też Apostołów. Draperie to prawdziwe, przekonujące, jakże naturalne i trafne. Że też jeszcze ktoś żyjący wśród nas umie zastosować cały ten spadek po sztuce renesansu i baroku! A na dodatek artysta, świetnie rysując i wypełniając kolorem - unika we wszystkim przesady. Jego sztuka jest harmonijna, świetlista i powściągliwa, zarówno w gestach, jak i w kolorze. Znakomita to dekoracja, swoją doskonałością świetnie towarzysząca absolutnej Doskonałości w tabernakulum.

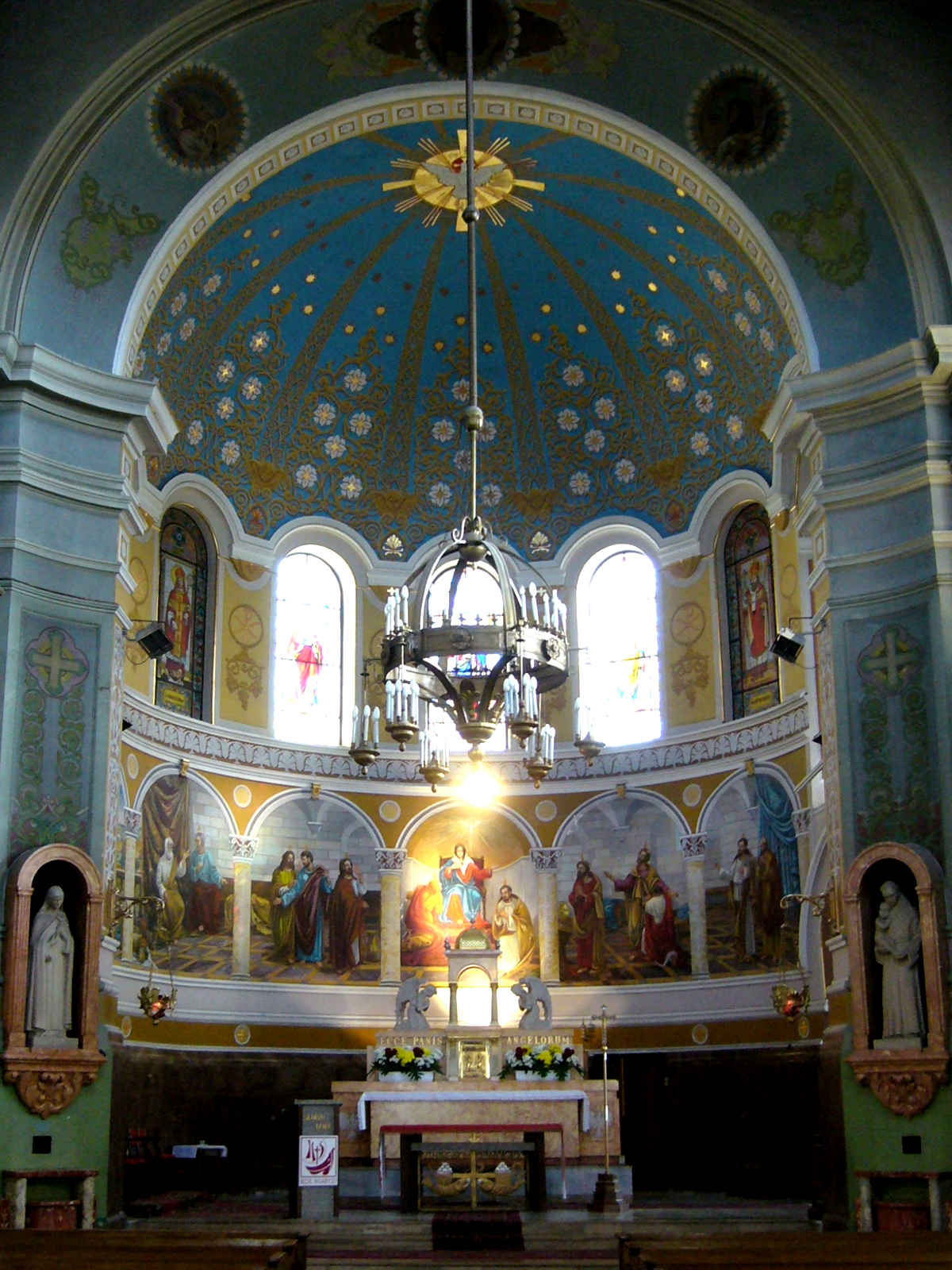
Kościół Zesłania Ducha Świętego w Łodzi ul. Piotrkowska 2/2a. W prezbiterium na ścianie malowidło Zesłanie Ducha Świętego oraz ornamenty na stropie i na łukach, girlandy pod gzymsem, domalowanie witraży w ślepych oknach.
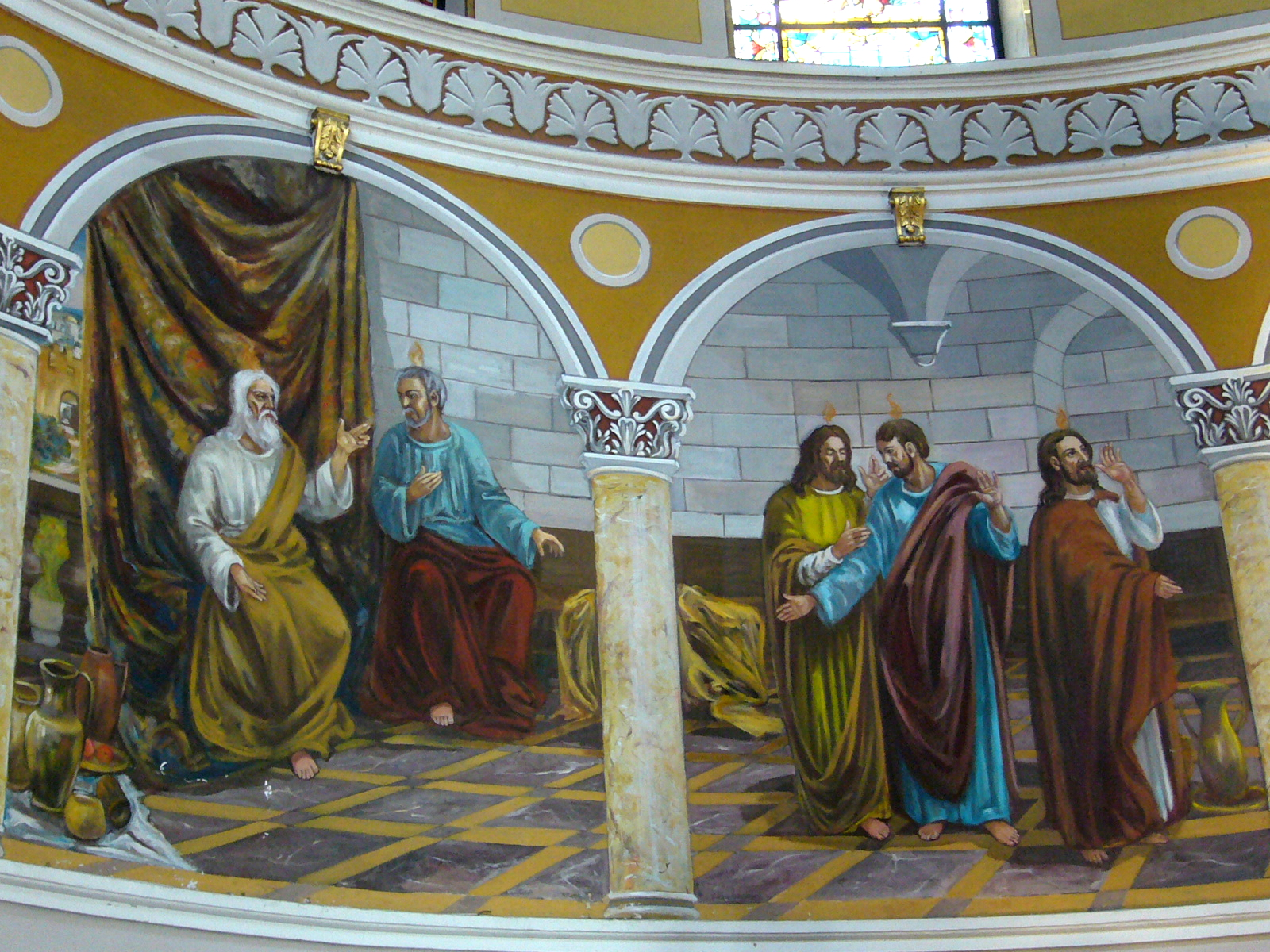
Fragment malowidła Zesłanie Ducha Świętego na ścianie prezbiterium w kościele Zesłania Ducha Świętego w Łodzi ul. Piotrkowska 2/2a.
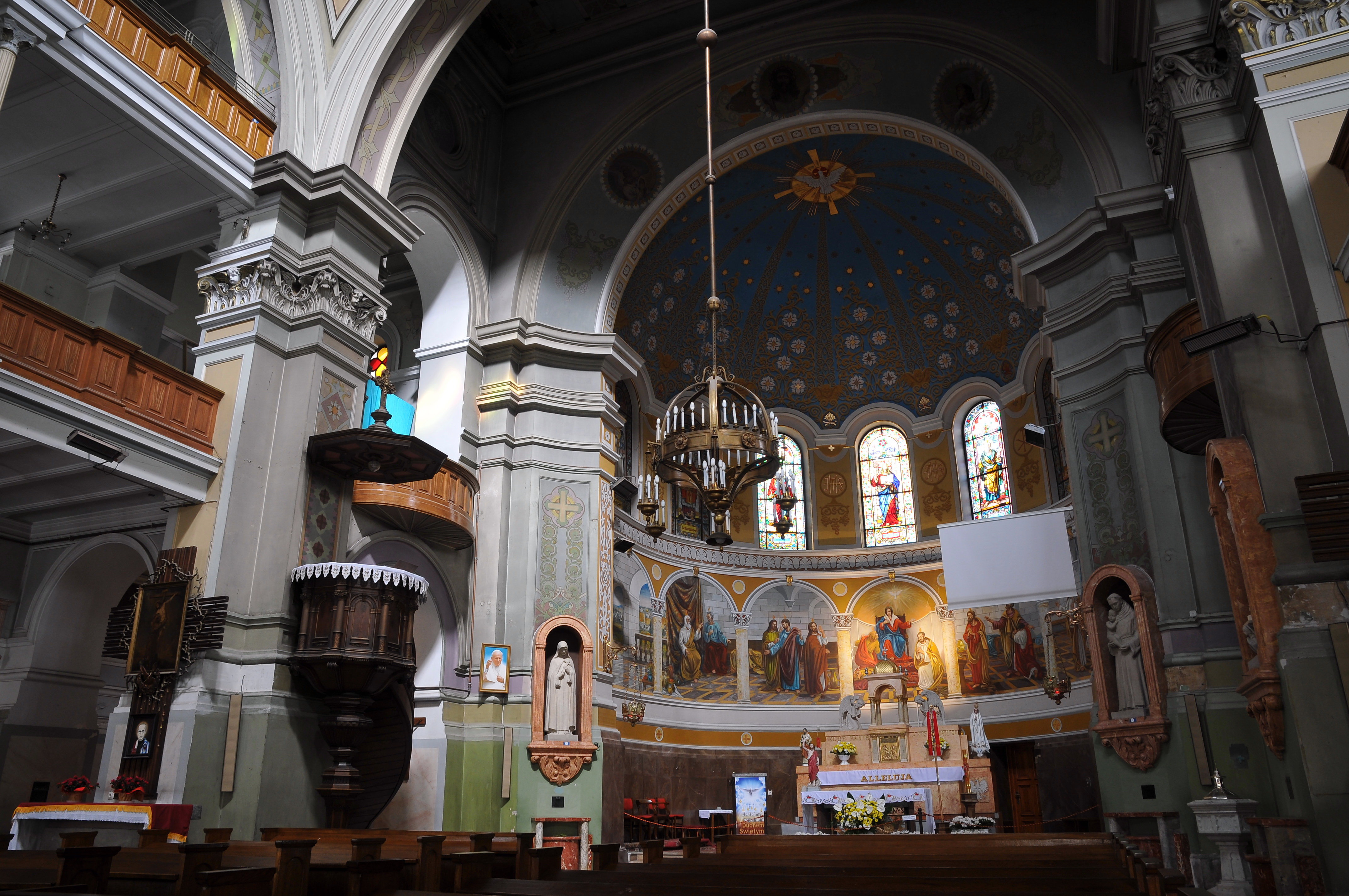
Kościół Zesłania Ducha Świętego w Łodzi ul. Piotrkowska 2/2a. W głębi, jakościowo dobrze widoczna polichromia na ścianie i na stropie prezbiterium: na ścianie malowidło Zesłanie Ducha Świętego, girlandy pod gzymsem, ornamenty na stropie i na łukach, fragmenty domalowanych witraży.
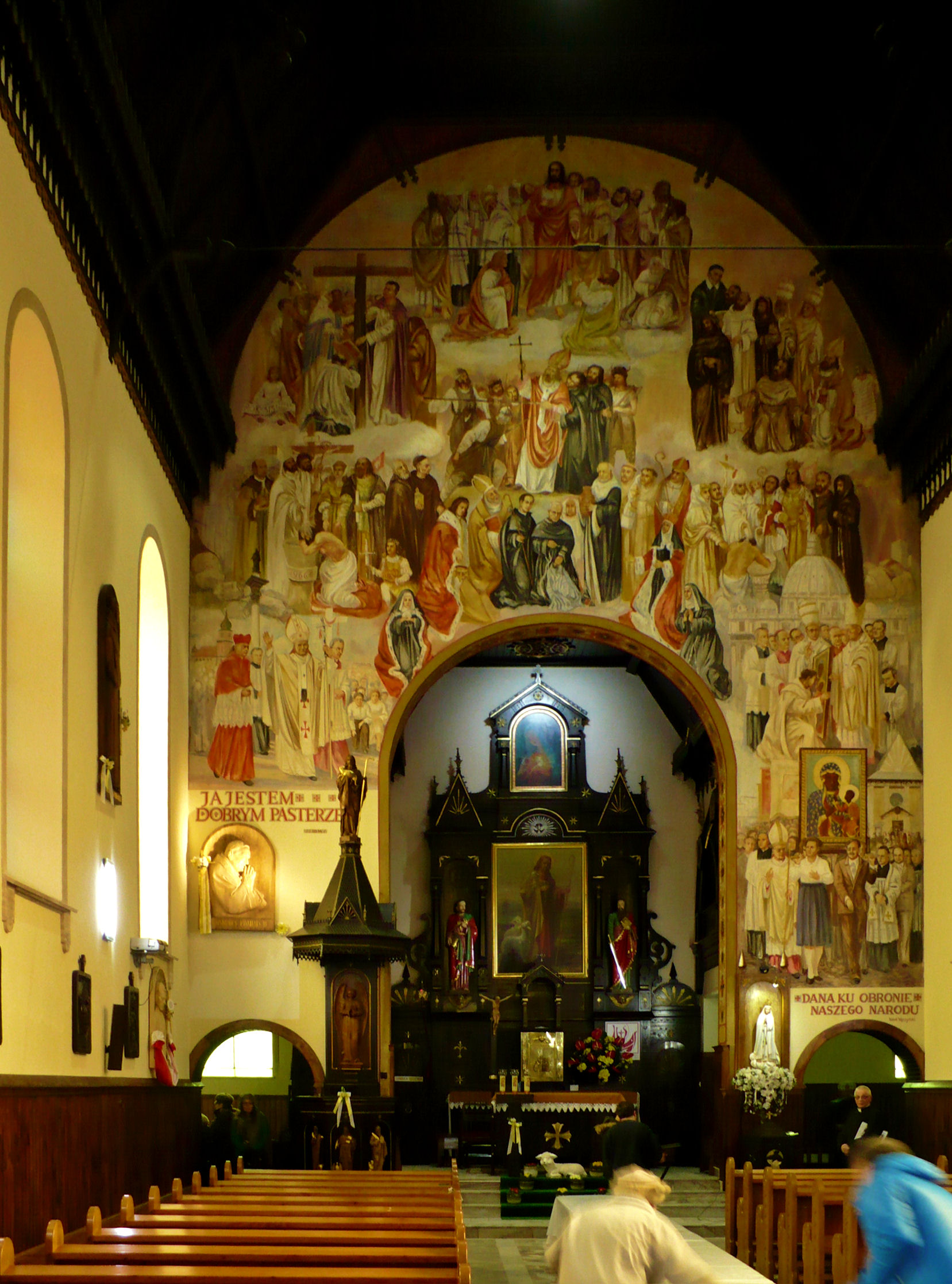
Kościół Dobrego Pasterza w Łodzi ul. Pasterska 12/14. Na ścianie tęczowej wielofiguralna kompozycja, m.in. Chrystus rozmawiający z faryzeuszami i uzdrawiający niewidomego, Męczeńska śmierć św. Wojciecha patrona Polski, Św. Helena i odnalezienie Krzyża Świętego, Chrzest Polski w 966 roku.
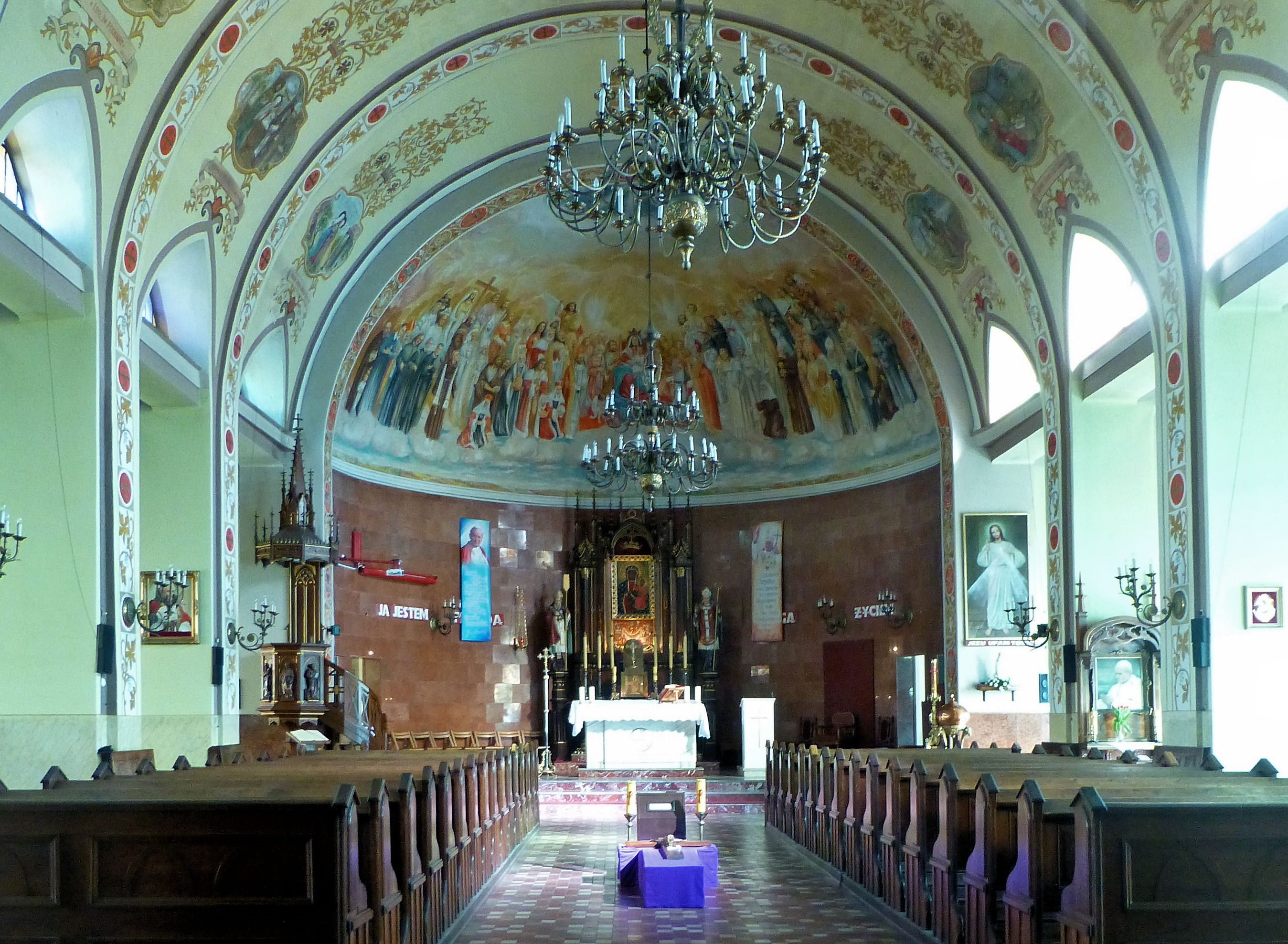
Kościół Narodzenia Najświętszej Maryi Panny w Konstantynowie Łódzkim. W półkopule prezbiterium wielki obraz Matka Boża wśród świętych polskich i kościoła powszechnego. Oraz zaprojektowana przez artystę okładzina marmurowa.
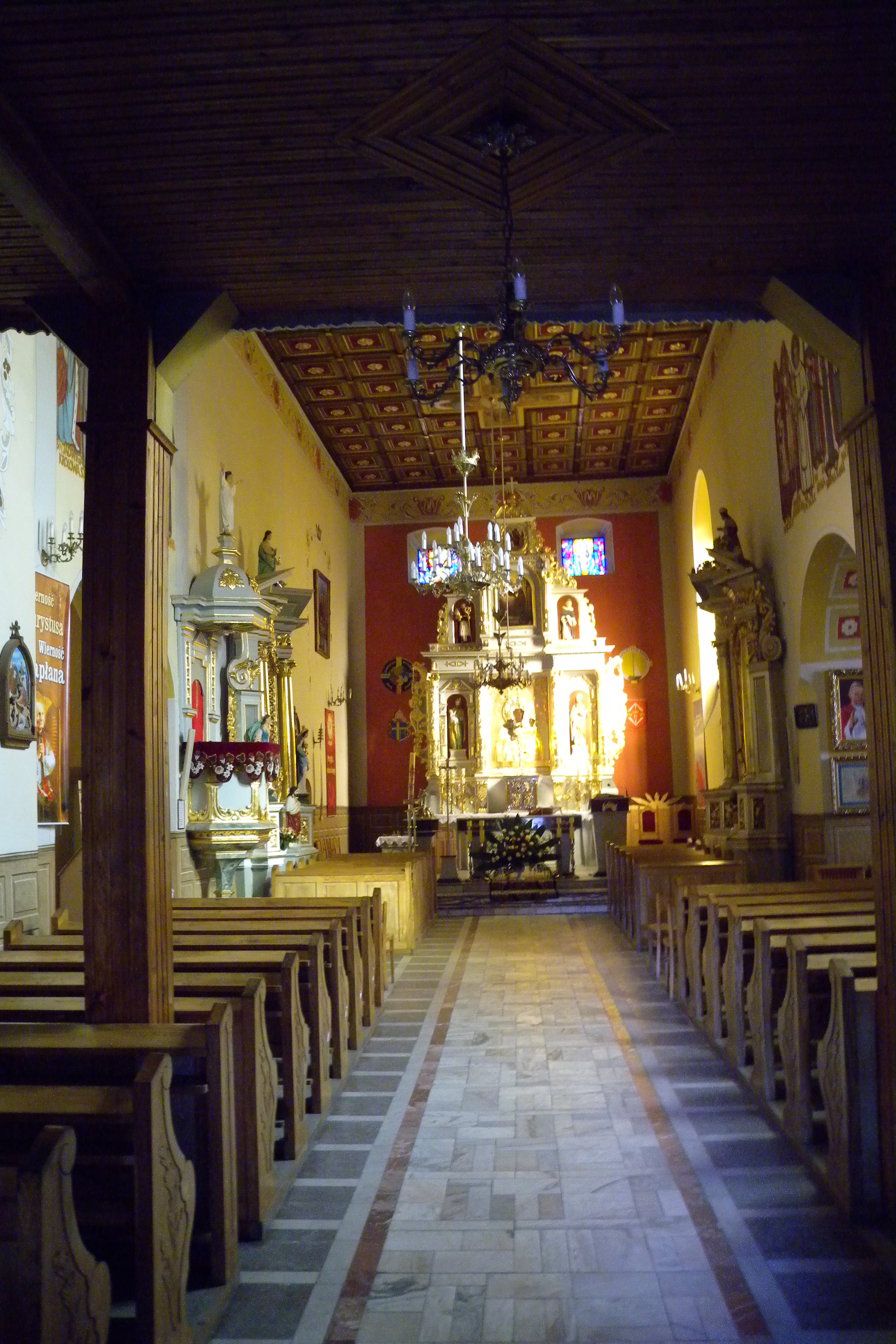
Kościół św. Jana Chrzciciela w Buczku. Widoczny fragment stropu kasetonowego, a pod stropem fryz z ornamentu roślinnego. Po prawej stronie, nad łukiem do kaplicy bocznej, malowidło przedstawiające polskich świętych. Malowidło o tej samej tematyce, po stronie przeciwnej.
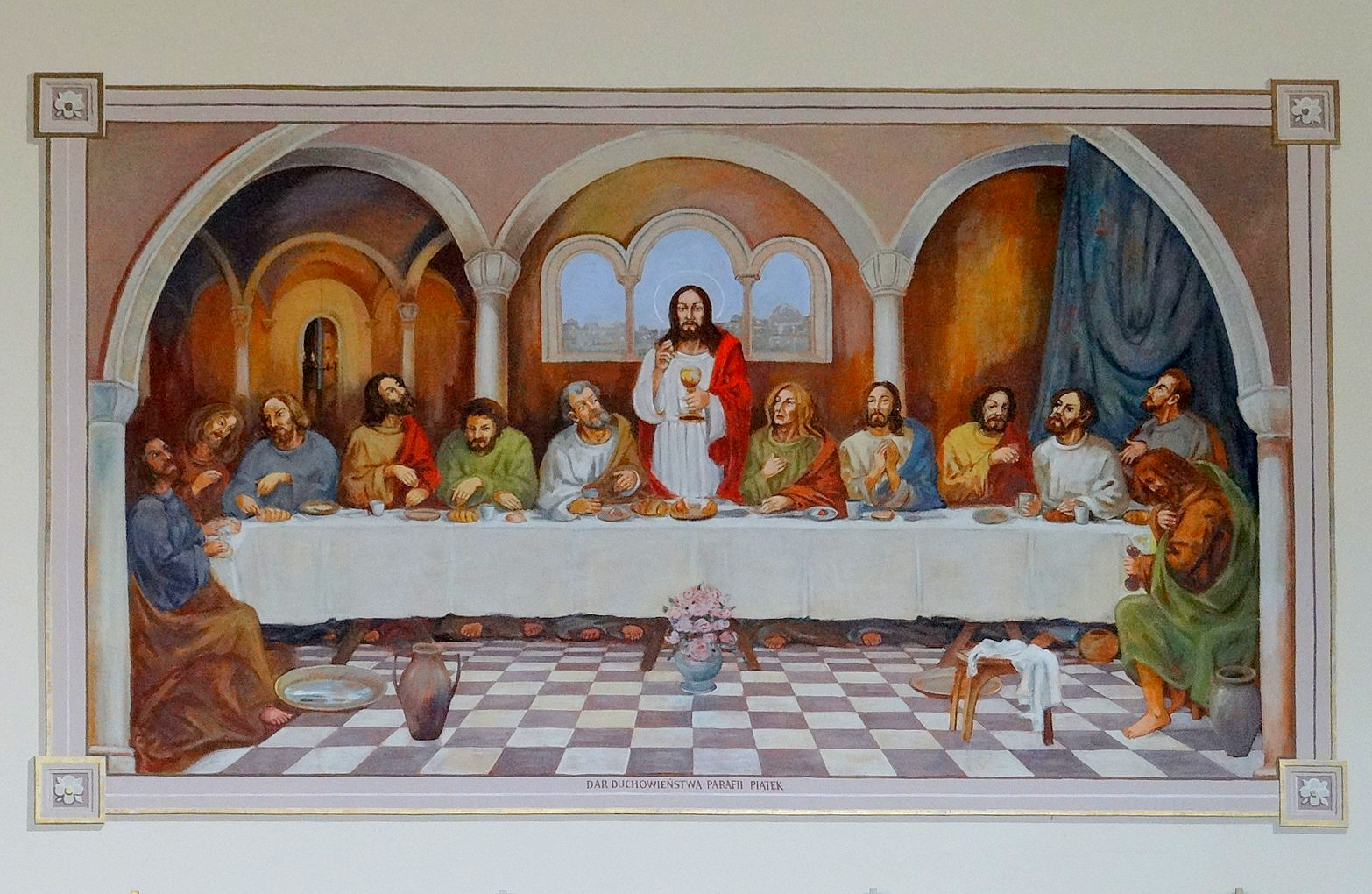
Ostatnia Wieczerza (malowidło na ścianie nawy głównej kościoła Świętej Trójcy w Piątku).
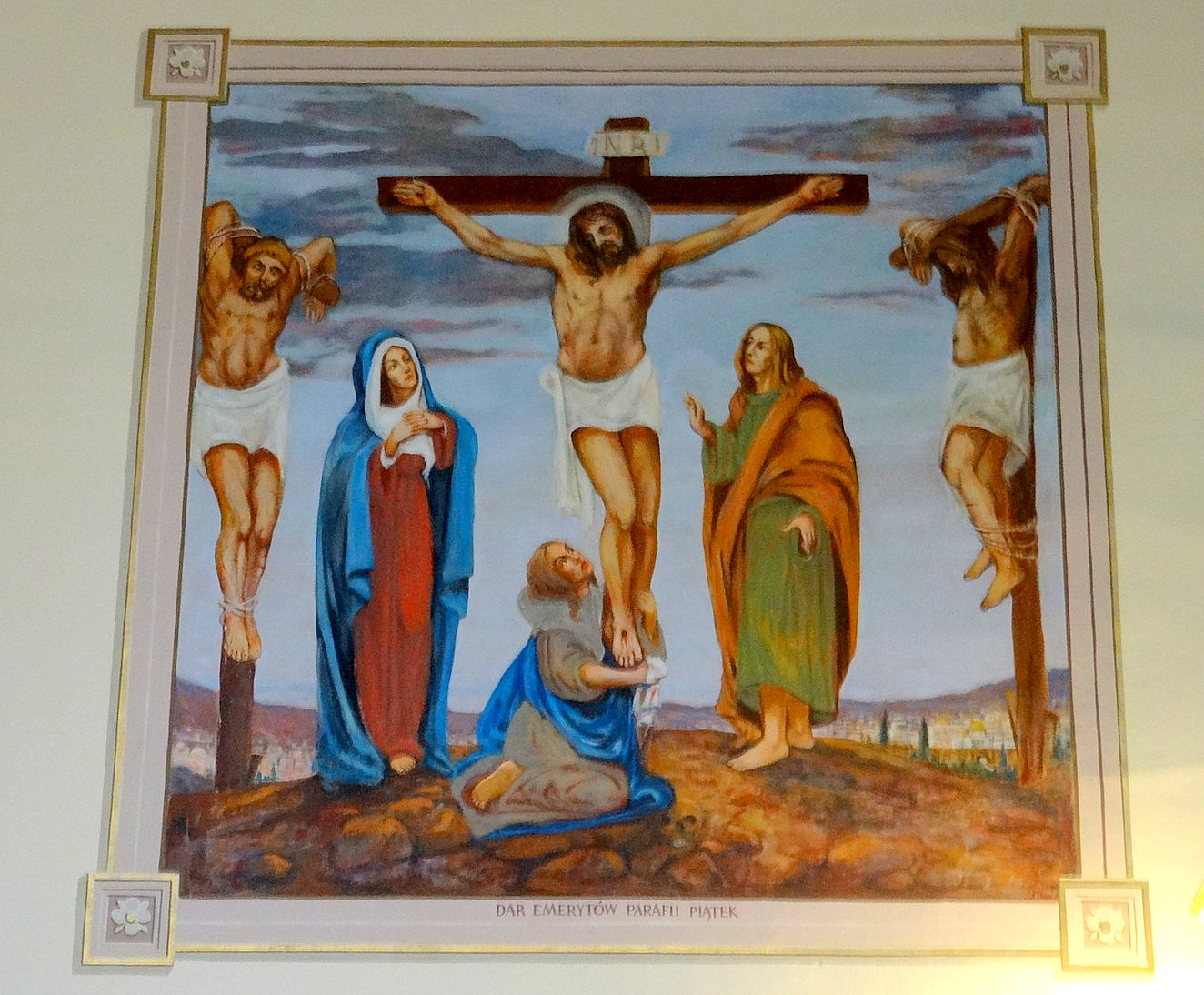
Ukrzyżowanie (malowidło na ścianie nawy głównej kościoła Świętej Trójcy w Piątku).
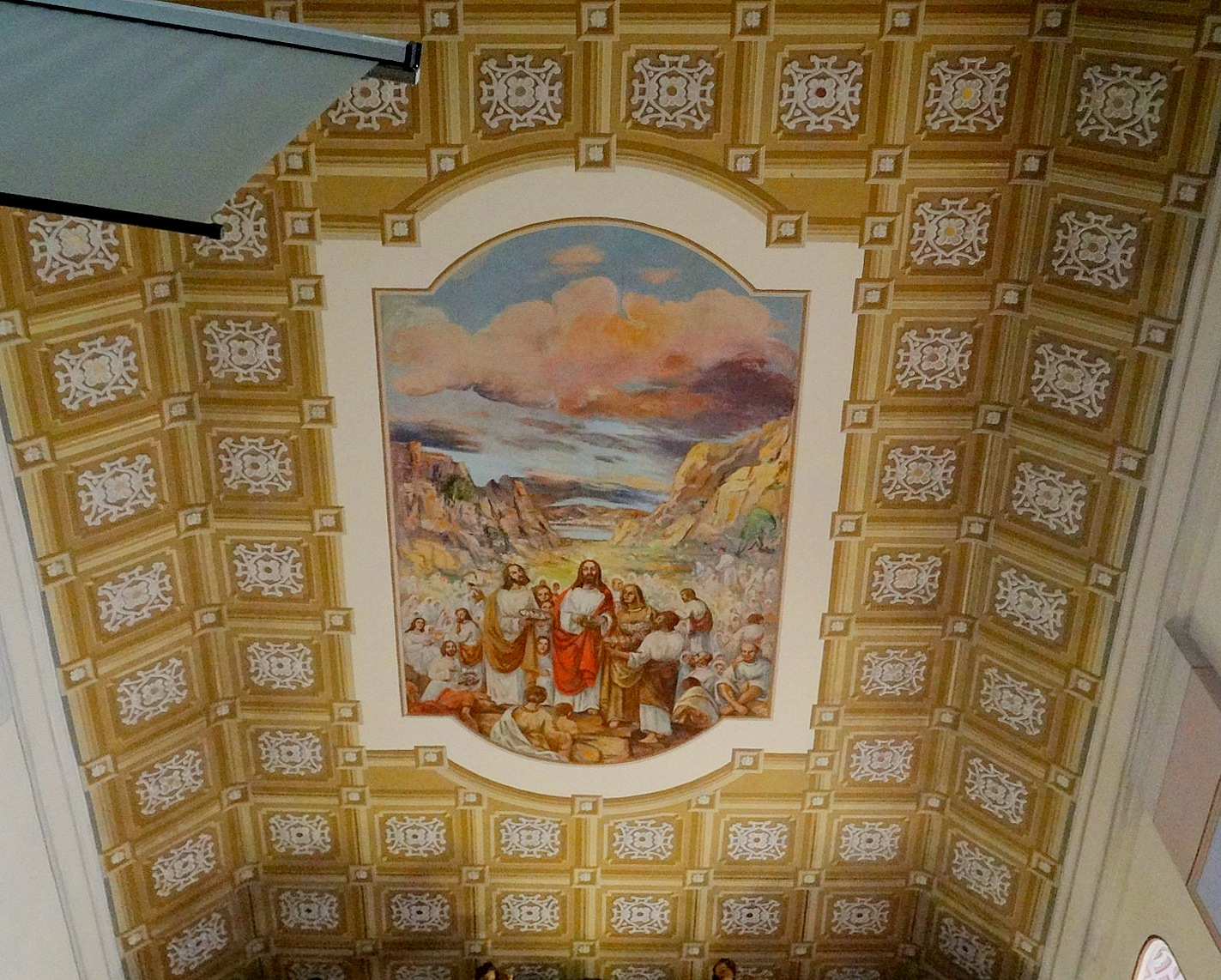
Kościół Świętej Trójcy w Piątku. Iluzjonistyczny kasetonowy strop z rozetami i ornamentami, a na stropie Chrystus dzielący chleb i ryby.
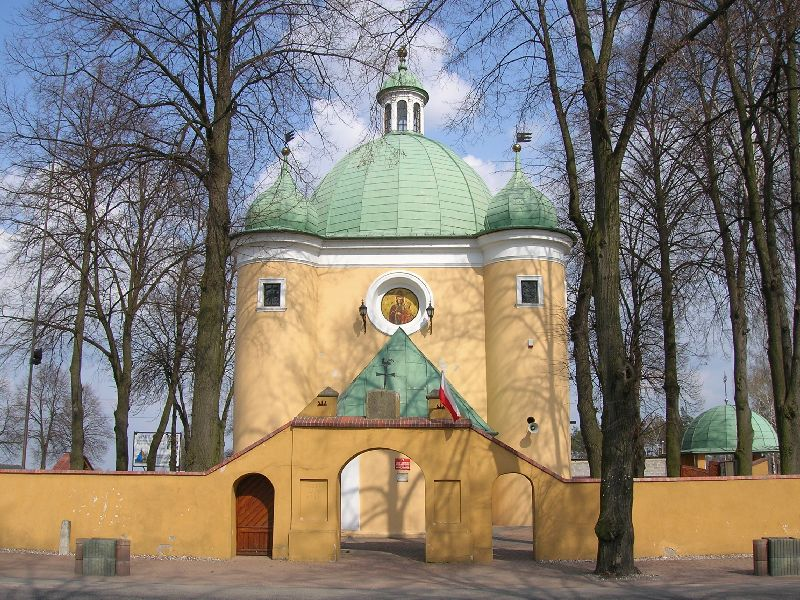
Wczesnobarokowa kaplica Celestów w Domaniewicach i obraz Matki Boskiej (tondo) na frontonie kaplicy nad głównym wejściem.